# Kolejowy Klub Sportowy Czarni Sosnowiec
Il Kolejowy Klub Sportowy Czarni Sosnowiec, citata anche come KKS Czarni Antrans Sosnowiec per ragioni di sponsorizzazione, è una squadra di calcio femminile polacca, sezione dell'omonimo club con sede nella città di Sosnowiec. Milita nell'Ekstraliga, il livello di vertice del campionato polacco di categoria.
La squadra, che gioca le partite interne allo Stadion im. Jana Ciszewskiego, impianto dalla capienza di 700 posti che condivide con la squadra maschile, detiene, all'estate 2025, il maggior numero sia di campionati (13) che di Coppe di Polonia (14). Il club gestisce inoltre una squadra riserve iscritta al campionato di III liga più una serie di formazioni giovanili.

## Storia
La sezione di calcio femminile con il nome di Górniczy Klub Sportowy "Czarni" Sosnowiec fu fondata presso la fonderia di acciaio di Sosnowiec "Sostal" nel settembre 1974. La co-fondatrice e allenatrice della squadra fino al 1991 fu Irena Półtorak, che mantenne l'incarico in concomitanza con quello di selezionatrice della nazionale polacca femminile.
Prima dell'inizio della stagione 1976-1977, a seguito della fusione del club con il "Kolejarz" Sosnowiec, la squadra partecipò al campionato di I liga, a quel tempo primo livello nella piramide calcistica femminile nazionale, con il nome di Kolejarski Klub Sportowy "Czarni" Sosnowiec. Nel ventennio tra il 1980 e il 2000 vinse il titolo di campione di Polonia femminile dodici volte e negli anni tra il 1985 e il 2002 vinse la Coppe di Polonia undici volte, con quattro double consecutivi a fine anni novanta. L'organico della squadra Czarnych (nera) includeva le migliori calciatrici polacche della nazionale, tra cui le più famose erano Danuta Zgryźniak, Zofia Wojtas, Marzena Jamrozy, Agnieszka Szondermajer, Luiza Pendyk, Barbara Rembiesa, Grażyna Palus, Agnieszka Drozdowska, Jolanta Cubała, Lidia Wypych e Wanda Waniek.
Con l'avvio del nuovo secolo la squadra per anni non riuscì che sfiorare i vertici del campionato, e dopo le due Coppe del 2001 e 2002 la competitività venne sempre meno fino ad arrivare, complice anche il ridotto numero di squadre iscritte alla rinominata Ekstraliga Kobiet, alla retrocessione in I liga, dalla stagione 2004-2005 diventato secondo livello nazionale. Dopo un primo ritorno nella classe regina, con immediata retrocessione, nell'edizione di Ekstraliga Kobiet 2010-2011, per ritrovare stabilmente un posto in Ekstraliga il club deve attendere altre tre stagioni in cadetteria. Ancora qualche anno e la squadra inizia a ottenere nuovamente risultati di prestigio; nella stagione 2017-2018 la squadra, guidata da Grzegorz Majewski, dopo aver chiuso la prima parte del campionato al terzo posto, termina secondo alle spalle del Górnik Łęczna, concedendo alle rivali, sconfitte 3-1, anche la Coppa dopo essere giunte a contendersela a 16 anni dall'ultima finale. Nelle due successive stagioni la squadra ha raggiunto nuovamente la finale di Coppa di Polonia e il terzo posto in campionato, nel secondo dei due tornato al classico formato senza le due fasi.
Nella stagione 2020-2021, dopo una pausa di 21 anni, il Czarni Sosnowiec, alla guida tecnica di Sebastian Stemplewski, ha riconquistato il titolo di campione di Polonia, vincendo contemporaneamente la sua dodicesima Coppa di Polonia, bissando il successo in coppa, con il nuovo tecnico Łukasz Wojtala anche la stagione seguente accontentandosi del terzo posto in campionato. In quella stessa stagione, da marzo 2021, il club acquisisce un main sponsor, l'azienda di trasporto su gomma Antrans, integrandone il nome nella ragione sociale del club.

## Palmarès
- Campionato polacco: 13

1979-1980, 1980-1981, 1983-1984, 1984-1985, 1985-1986, 1986-1987, 1988-1989, 1990-1991, 1996-1997, 1997-1998, 1998-1999, 1999-2000, 2020-2021
- Coppa di Polonia: 14

1984-1985, 1986-1987, 1988-1989, 1994-1995, 1995-1996, 1996-1997, 1997-1998, 1998-1999, 1999-2000, 2000-2001, 2001-2002, 2020-2021, 2021-2022, 2024-2025

## Organico

### Rosa 2024-2025
Rosa, ruoli e numeri di maglia come da sito ufficiale, aggiornati al 22 giugno 2025.
| N. |                       | Ruolo | Calciatore         |
| -- | --------------------- | ----- | ------------------ |
| 2  | Polonia (bandiera)    | D     | Julia Jańczy       |
| 4  | Slovacchia (bandiera) | D     | Andrea Horváthová  |
| 7  | Polonia (bandiera)    | A     | Klaudia Miłek      |
| 8  | Polonia (bandiera)    | D     | Natalia Chudzik    |
| 9  | Polonia (bandiera)    | A     | Patrycja Sarapata  |
| 10 | Polonia (bandiera)    | C     | Weronika Wójcik    |
| 12 | Polonia (bandiera)    | D     | Luiza Kozielska    |
| 15 | Polonia (bandiera)    | D     | Natalia Kawulka    |
| 16 | Polonia (bandiera)    | C     | Zuzanna Grzywińska |
| 17 | Polonia (bandiera)    | C     | Nikol Kaletka      |
| 19 | Lettonia (bandiera)   | C     | Karlina Miksone    |

| N. |                    | Ruolo | Calciatore               |
| -- | ------------------ | ----- | ------------------------ |
| 21 | Polonia (bandiera) | C     | Paulina Piksa            |
| 27 | Polonia (bandiera) | D     | Daria Kurzawa (capitano) |
| 29 | Polonia (bandiera) | P     | Martyna Małysa           |
| 33 | Polonia (bandiera) | P     | Julia Woźniak            |
| 41 | Polonia (bandiera) | A     | Zofia Burzan             |
| 70 | Polonia (bandiera) | D     | Zofia Buszewska          |
| 75 | Polonia (bandiera) | P     | Zuzanna Lozio            |
| 84 | Polonia (bandiera) | C     | Oliwia Katowicz          |
| 86 | Polonia (bandiera) | D     | Anna Krakowiak           |
| 88 | Polonia (bandiera) | C     | Zuzanna Witek            |
| 99 | Polonia (bandiera) | C     | Amelia Chmura            |